# 人格與個體差異
《人格與個體差異》（Personality and Individual Differences，PAID）是一本經同行評審的学术期刊，由愛思唯爾一年發行16本，1980年由珀加蒙出版社創辦，是國際個體差異研究學會的官方期刊，總編輯 is 唐納德·薩克洛夫斯克，以前的主編有菲利普安東尼·弗農 and 西比爾·艾森克，創始編輯是汉斯·艾森克.

## 涵蓋範圍
這本期刊的涵蓋範圍涉及社会心理学、過程、人格、智力、人性的設定方面（如創造性和侵略性以及臨床心理學、经济和HR。文章常使用如SEM和心理測量分析或行为遗传学和演化心理學等方法。
1985年該期刊發表了《精神病性量表修訂版》（A revised version of the psychoticism scale），描述了艾克森人格測驗的修訂版。該論文已被引用超過1600次。

## 爭議
2020年6月17日，愛思唯爾宣布撤銷約翰·菲利普·拉什頓和唐納德·坦普勒於2012年發表在《人格與個體差異》的一篇文章。該文章錯誤的描述科學證據表明膚色與人類的侵略性和性慾有關。

## 外部連結
- 官方网站